# La Brionne
La Brionne település Franciaországban, Creuse megyében. Lakosainak száma 452 fő (2022. január 1.). La Brionne Saint-Léger-le-Guérétois, Saint-Silvain-Montaigut, Saint-Sulpice-le-Guérétois és Saint-Vaury községekkel határos.

## Népesség
A település népességének változása:
| Lakosok száma | 278  | 317  | 348  | 355  | 430  | 435  | 440  | 445  | 451  | 452  |
|               | 1968 | 1982 | 1990 | 2006 | 2013 | 2015 | 2017 | 2019 | 2020 | 2022 |